# Vieux-Villez
Vieux-Villez település Franciaországban, Eure megyében. Lakosainak száma 193 fő (2018. január 1.).

## Népesség
A település népessége az elmúlt években az alábbi módon változott:
| Lakosok száma | 101  | 94   | 110  | 134  | 160  | 199  | 201  | 194  | 188  | 193  |
|               | 1962 | 1968 | 1982 | 1990 | 1999 | 2008 | 2011 | 2013 | 2017 | 2018 |